# Историја Маурицијуса
Док су арапски и малезијски морнари знали за Маурицијус још у десетом веку, Португалци, први Европљани који су дошли до острва, су га открили тек у 16. веку. Острво није било насељено до 1638. када су га колонизовали Холанђани. Маурицијус је насељаван следећих неколико векова таласима трговаца, фармера, и њихових робова, радника, и уметника. Острво је добило име по Принцу Морису од Насауа. Холанђани су напустили колонију 1710. године.
Французи су преузели Маурицијус 1715. године и преименовали га у Ile de France. Острво је постало просперитетна колонија под Француском источноиндијском компанијом. Француска влада је преузела контролу 1767. године, а острво је коришћено као поморска база током Наполеонових ратова. Упркос француској поморској победи у Битка код Гранд Порта 19. и 20. августа 1810. (француску флоту је предводио Пјер Буве), Маурицијус су 3. децембра 1810. године освојили Британци. Француске институције на острву су очуване, а француски језик је и данас распрострањенији од енглеског. 
Маурицијски Креолски води своје порекло од власника плантажа и робова који су доведени да раде на плантажама шећера. Индо-Маурицијски потиче од индијских имиграната који су дошли да раде у 19. веку, јер су сви робови ослобођени 1833. Франко-Маурицијска елита је контролисала готово све плантаже шећера, и била је активна у бизнису и банкарству. 
Избори одржани 1947. за новоосноване законодавне органе су први кораци ка самоуправи острва. Кампања за независност је интензивирана 1961. године, када су се Британци сложили да се острву одобри додани елементи самоуправе. Избори одржани 1967. су схваћени као референдум за независност. Сир Сивусагур Рамгулам, је постао први премијер 12. марта 1968. 